# Commiphora myrrha
Commiphora myrrha (T.Nees) Engl., 1883 è un albero della famiglia Burseraceae.
È uno dei costituenti principali per la produzione della mirra, una resina formata dalla linfa essiccata di alcuni alberi.

## Descrizione
Commiphora myrrha è un albero molto spinoso e cresce ad un'altezza di circa 4 m.

## Distribuzione e habitat
L'albero è nativo della penisola Arabica (Arabia saudita, Oman, Yemen) e dell'Africa (Gibuti, Eritrea, Etiopia, Somalia, Kenya nordorientale).
Si trova a un'altitudine di 250–1300 m, con una piovosità di 230–300 mm, principalmente in aree di suolo calcareo.